# Publi Manli Vulsó (tribú)
Publi Manli Vulsó (llatí: Publius Manlius M. f. Cn. n. Vulso) va ser un magistrat romà que va viure al segle iv aC. Era fill de Marc Manli Vulsó, tribú amb potestat consular l'any 420 aC. Formava part de la gens Mànlia i era de la família dels Vulsó.
Va ser ell també tribú amb potestat consular l'any 400 aC, un any que es va caracteritzar pel fred intens, la neu i la gelada del riu Tíber.